# 負けるな女の子!
「負けるな女の子!」（まけるなおんなのこ）は、原由子の楽曲。自身の13作目のシングルとして、タイシタレーベルから8cmCDで1991年11月1日に発売された。
1998年2月25日に再発売されている。2016年12月12日からは主要配信サイトにてダウンロード配信、2019年12月20日からはストリーミング配信が開始されている。

## 背景・リリース
前作「じんじん」、アルバム『MOTHER』から5か月ぶりに発売された作品。本作のリリース後、ソロ・シングルは1997年11月27日リリースの「涙の天使に微笑みを」までおよそ6年の間隔が空くことになる。

## 収録曲
- 収録時間：8:08[4]

1. 負けるな女の子! (4:44)
（作詞・作曲：原由子 / 編曲：小林武史）
日本テレビ系アニメ『YAWARA! a fashionable judo girl!』三代目オープニングソング。
2. 少女時代 (3:24)
（作詞・作曲：原由子 / 編曲：小林武史・桑田佳祐）
日本テレビ系アニメ『YAWARA! a fashionable judo girl!』三代目エンディングソング。
斉藤由貴への提供曲のセルフカバーである[注釈 1]。桑田はこの曲を初めて聴いた際に「スゲー!って思った」「ポップス作家としての力量の凄みを感じた」という[5]。

## 参加ミュージシャン
- 負けるな女の子!
  - 原由子:Lead Vocals
  - 小林武史:Keyboards
  - 角谷仁宣:Computer Operation
  - 小倉博和:Guitars
  - 小田原豊:Drums
  - Jake H. Concepcion:Flute
  - 前田康美:Backing Vocals
- 少女時代
  - 原由子:Lead Vocals
  - 小林武史:Keyboards
  - 佐橋佳幸:Guitars
  - 根岸孝旨:Bass
  - 今野多久郎:Percussion
  - 桑田佳祐:Backing Vocals

## 収録アルバム
| 曲名            | 作品名          | 備考                                                                  |
| --------------- | --------------- | --------------------------------------------------------------------- |
| 負けるな女の子! | YAWARA! SONGS!! | アニメ『YAWARA!』の主題歌・挿入歌を収録したサウンドトラック集である。 |
| 少女時代        | MOTHER          |                                                                       |
| 少女時代        | Loving You      |                                                                       |
| 少女時代        | ハラッド        |                                                                       |

## カバー
- HELENE MATHA -  『YAWARA!』の主題歌を外国語でカバーした企画アルバム「YAWARA! Covers!!」[7]にて、「負けるな女の子！」が「Tu As Besoin De Reve」、「少女時代」が「Tu Etait Bien Le Premier」（ともに仏語）のタイトルにてカバーされている。